# Honda HA-420 HondaJet
L'Honda HA-420 HondaJet è il primo velivolo creato dalla Honda Motor Company. Questo business jet leggero è sviluppato e costruito a Greensboro (Carolina del Nord), negli Stati Uniti.

## Storia del progetto
Honda cominciò a lavorare su un jet di piccole dimensioni alla fine del 1980, utilizzando i motori di altri produttori. Il primo prototipo, l'Honda MH02 venne fabbricato e assemblato presso il Laboratorio Raspet di ricerche sul volo della Mississippi State University tra la fine degli anni 1980 e l'inizio del 1990. L'MH02 era un prototipo costruito utilizzando materiali compositi a matrice organica. I test di volo sull'MH02 continuarono per tutto il 1996, dopodiché il velivolo venne inviato in Giappone.
L'HondaJet effettuò il suo primo volo nel dicembre del 2003. Nel luglio del 2005, venne presentato al pubblico presso la EAA AirVenture Air Show a Oshkosh. Il 25 luglio 2006, Honda tornò a Oshkosh per annunciare l'intenzione di commercializzare l'HondaJet e fondò la Honda Aircraft Company per ottenere la certificazione del velivolo, la cui produzione doveva avvenire negli USA. Nell'autunno del 2006 l'azienda ha iniziato a prendere gli ordini dei clienti. Il prezzo stabilito era di circa 3,65 milioni di dollari e l'intenzione era di costruire 70 Jet all'anno.
Nel mese di agosto del 2006 la Honda e la Piper Aircraft annunciarono una partnership per commercializzare l'HondaJet.
L'assemblaggio delle parti principali della struttura del prototipo cominciò nel maggio 2010. I componenti includevano la fusoliera in composito, le ali in metallo, gli impennaggi, i carrelli e le gondole motore montate sopra le ali. I lavori proseguirono per integrare i sistemi principali, inclusi i sistemi elettrici, idraulici e di controllo ambientale. Il primo motore venne spedito e installato nel 2010.
I test statici erano previsti per maggio 2010 mentre il volo inaugurale era programmato per novembre 2010, ma a causa di alcuni ritardi nella fornitura di alcuni componenti poté aver luogo solo il 21 dicembre 2010. La certificazione FAA e la consegna sono state ripetutamente ritardate, e fu perso un anno a causa della sensibilità del motore ai danni causati dal ghiaccio.
Una volta certificato il motore, si prevede di ottenere la certificazione del velivolo nel primo quadrimestre del 2015. Il volo inaugurale è stato effettuato il 27 giugno 2014 e il velivolo è stato esposto e ha volato all'Oshkosh Airshow poco dopo.

## Tecnica
La soluzione del motore posto sopra l'ala era stata usata sul VFW-Fokker 614, un velivolo commerciale tedesco a 44 posti, nei primi anni '70. Il VFW-614 era progettato per eliminare i problemi di ingestione e di eccessivo peso, mentre HondaJet ha utilizzato questa configurazione per ottenere una bassa resistenza d'onda ad alto numero di Mach.
Honda cominciò a sviluppare un piccolo turboventola (il modello HF 118) nel 1999. Il risultato fu il modello HF 120, sviluppato da GE Aviation all'interno della partnership GE-Honda. L'HF 120 fu testato per la prima volta in un Cessna Citation CJ1. Il motore è di tipo monoventola, con compressore e turbina a doppio stadio. Il motore GE Honda HF 120 ha ottenuto la certificazione FAA di tipo il 13 dicembre 2013.
Honda dichiara che la combinazione di materiali più leggeri, aerodinamica e efficienza del motore porta l'HondaJet a consumare fino al 20% in meno dei concorrenti.
Per quanto riguarda l'avionica, il velivolo è equipaggiato con un sistema glass cockpit costituito da 3 schermi touchscreen Garmin G3000 (la maggior parte delle informazioni è presentata sui tre schermi).
Michimasa Fujino (CEO di Honda) ha ricevuto sia il premio per il design "2014 ICAS" sia il premio "Aviation Industry Leader of the Year"
Nel 2014, il velivolo è stato nominato 'Best of What's New' dal periodico Popular Science.

## Impiego operativo
Il velivolo è fabbricato all'aeroporto internazionale Piedmont Triad Greensboro (Carolina del Nord), negli Stati Uniti. La costruzione del sito di fabbricazione cominciò nel 2007 e fu completato alla fine del 2011. Nel luglio 2011 la stampa fu invitata a visitare la fabbrica, in quel periodo ancora in costruzione. In quell'occasione i rappresentanti di Honda annunciarono che la certificazione era in arrivo e che la produzione sarebbe cominciata alla fine del 2012.
Nel 2008 i top manager Honda pensavano a una produzione di 70 esemplari all'anno. Nel luglio del 2011 il loro piano era di produrre (quindi vendere) da 70 a 100 velivoli all'anno. Nel momento del primo volo del primo esemplare prodotto, il CEO di Honda Michimasa Fujino dichiarò una produzione prevista di 50 unità all'anno per il primo anno, poi di 90 esemplari all'anno nei primi anni seguenti, per poi stabilizzarsi nel lungo termine a 70 unità all'anno.
Il 29 ottobre 2012, Honda ufficializzò l'entrata in produzione di HondaJet. Il primo esemplare prodotto debutta al 2014 EAA Airventure Airshow e le prime consegne seguirono poco dopo. Nel 2014 HondaJet ha più di 100 ordini confermati.

## Cultura di massa
HondaJet è l'unico velivolo cancellato dal simulatore di volo open-source FlightGear. Nel giugno 2014 i legali di Honda intentarono una causa nella quale dichiararono che l'utilizzo di HondaJet nel simulatore violava i brevetti Honda.

## Galleria d'immagini

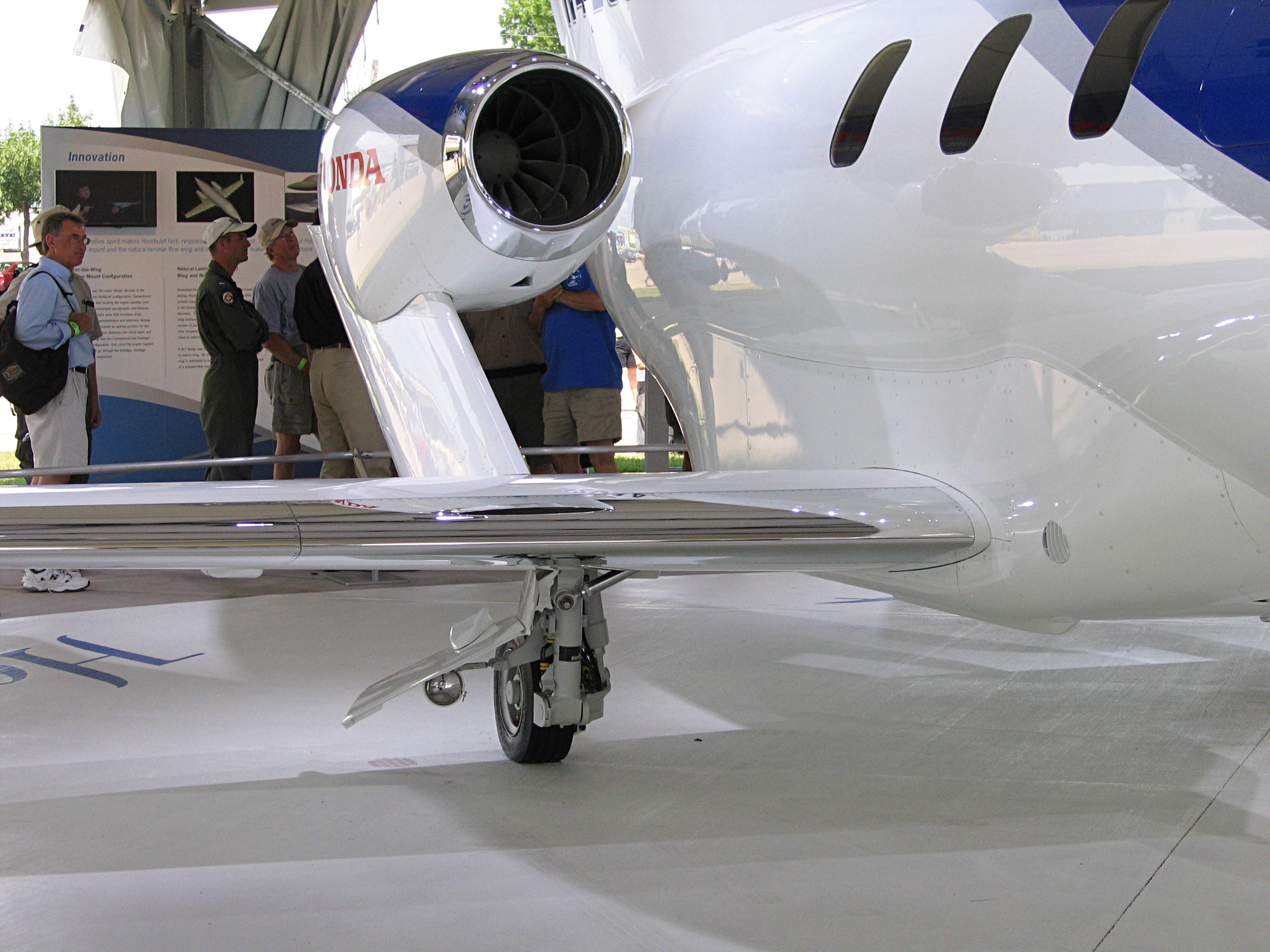
Particolare della gondola motore dell' HondaJet, montata superiormente all'ala
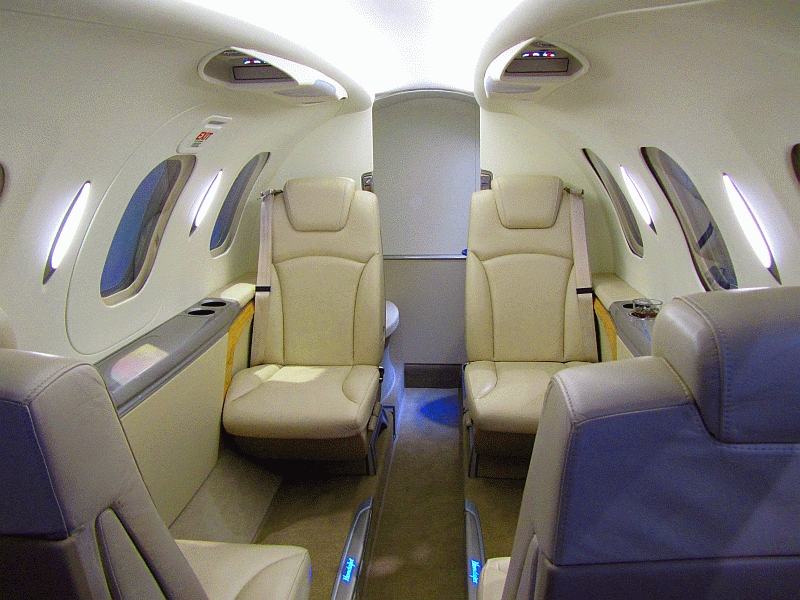
Interno dell' HondaJet
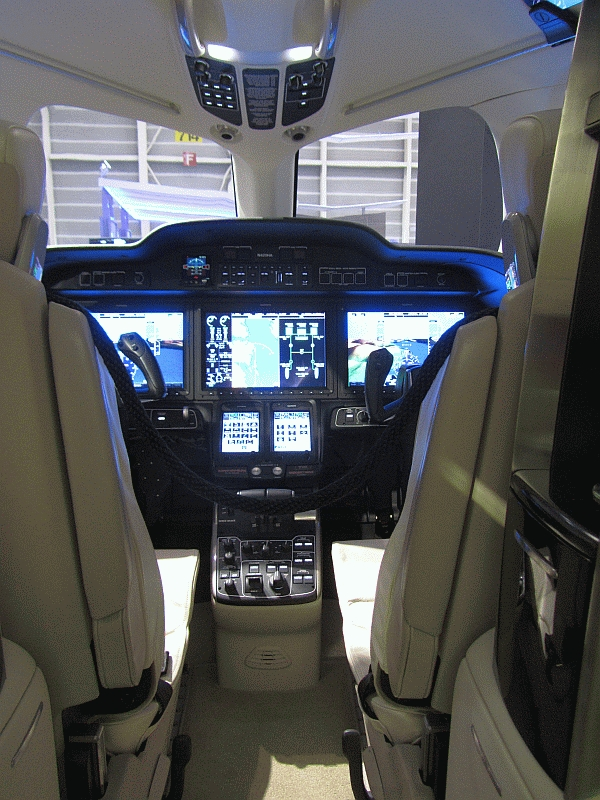
Cockpit dell' HondaJet
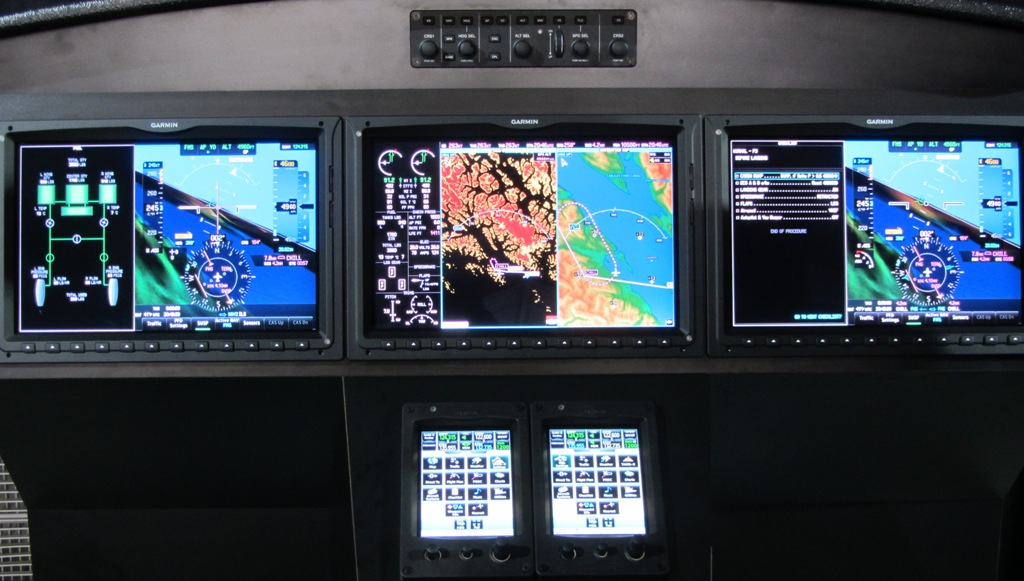
Glass cockpit Garmin G3000

### Velivoli simili per tipo, configurazione e anno
- Embraer Phenom 100
- Embraer Phenom 300

### Liste
- Business jet